# Classe Cabral
A classe Cabral foi uma classe naval de encouraçados operados pela Armada Imperial Brasileira. Orginalmente desenvolvidos para o Paraguai, o Império do Brasil acabaria por adquiri-los em 1865, devido o primeiro não ter conseguido efetuar o pagamento por estar impedido pela Guerra do Paraguai, também conhecida como Guerra da Tríplice Aliança. Os navios eram o Cabral, como nau-capitânia, e o Colombo. Foram homenageados com o nome dos navegantes Pedro Alvares Cabral e Cristóvão Colombo. Apesar de irmãos, os navios possuíam pequenas diferenças em tamanho e peso.
Os encouraçados participaram de eventos da Guerra do Paraguai, como a Passagem de Curupaiti, Humaitá, Timbó e Angostura. Em certa ocasião, o Cabral sofreu a abordagem de dezenas de paraguaios em canoas e quase foi tomado. Após a guerra, os navios foram designados para a terceira divisão naval de defesa costeira, que ia de Mossoró, Rio Grande do Norte, até a divisa com a Guiana Francesa. O Colombo foi desativado em 1875 e o Cabral em 1882.

## Antecedentes
Antes da Guerra da Tríplice Aliança, o governo paraguaio desejava adquirir navios encouraçados (ironclads) junto a estaleiros europeus. Em 1862, engenheiros britânicos mostraram aos paraguaios especificações de algumas embarcações, além de atuarem como mediadores entre este governo e diversos estaleiros. Já em 1864, o Paraguai havia encomendado dois encouraçados, Minerva e Bellona, à construtora naval britânica William Laird & Sons, dois à construtora Dudgeons Brothers, Trinton e Meduza, e o Nemesis a um estaleiro francês. Caso estes encouraçados fossem entregues, alterariam completamente o equilíbrio naval do Prata.
Quando a guerra irrompeu, os diplomatas paraguaios começaram agir para impedir a entrega do único navio encomendado pelo Império do Brasil, o encouraçado Brasil. O embaixador brasileiro na Europa Francisco Inácio de Carvalho Moreira, Barão de Penedo, conseguiu a aprovação para que o encouraçado fosse liberado, e este atracou no porto do Rio de Janeiro em 29 de julho de 1865. Devido ao bloqueio naval imposto, após a derrota da esquadra paraguaia na Batalha Naval do Riachuelo, que impediu qualquer contato com a Europa, o Paraguai não conseguiu realizar o pagamento pelos encouraçados encomendados, sendo vendidos ao Brasil e usados contra o primeiro.
Entre as embarcações adquiridas após o inicio da guerra, encontravam-se os dois navios da classe Cabral: Cabral e Colombo, que também estavam entre os vasos de guerra encomendados pelo Paraguai de Solano López. Assim como os outros encouraçados solicitados aos estaleiros europeus, que foram comprados pelo Brasil quando estavam sendo construídos, os navios da classe Cabral provavelmente já estavam em fase de construção ou pelo menos com os planos e materiais prontos para uma construção rápida para alguma nação em guerra. Isso explicaria a rápida entrega destas embarcações.

## Características
Os navios da classe Cabral foram construídos em Greenwich, Inglaterra, pela empresa J. and G. Rennie, em 1865. O Colombo foi incorporado à Armada Imperial Brasileira em 4 de julho de 1866, passando por Mostra de Armamento em 7 de julho, quando recebeu o distintivo número 13. Foi batizado de Colombo em homenagem ao navegante genovês Cristóvão Colombo. O Colombo foi designado como Corveta Encouraçada. O Cabral passou por mostra de armamento e foi incorporado à Armada em 15 de setembro de 1866. Foi batizado primeiramente de Nêmesis, uma deusa mitológica grega, e logo foi substituído por Cabral (único navio a ostentar este nome) em homenagem ao navegante português Pedro Álvares Cabral. O Cabral foi designado como Corveta Encouraçada, assim como seu irmão, e navio capitânia de sua classe.
As embarcações tinham ligeiras diferenças em tamanho e peso. O Cabral era couraçado a ferro, tinha um deslocamento de 1 050 t, 156 pés (47,54 m) de comprimento, 35 pés (10,66 m) de boca, 11 pés (3,35 m) de pontal e 8 pés (2,43 m) de calado. Já o Colombo deslocava 1 069 t e tinha 48,76 m de comprimento, 10,6 m de boca, 3,05 m de pontal e 3,23 m de calado. As máquinas de ambas as embarcações consistiam de dois motores a vapor que desenvolviam 240 cv, segundo a marinha, ou 750 hp, segundo o escritor naval Gardiner, que movimentavam duas hélices e impulsionavam o vaso de guerra a 10,5 nós (19,44 km/h). Tinham duas chaminés, leme, um pequeno mastro para sinais, casamata e eram artilhados por oito canhões Withworth de 70 libras e 68 libras. Sua tripulação era composta por 125 praças e oficiais. A marinha os considerava com péssimas qualidades náuticas, e até perigosas. A isto, somava-se o fato das embarcações terem sido construídas com um sistema de casamatas duplas que deixava, à meia nau, uma área desprotegida sobre as caldeiras, vulnerável a disparos mergulhantes.

## Navios
| Nome    | Imagem | Homônimo             | Construtor                          | Concluído | Baixa |
| ------- | ------ | -------------------- | ----------------------------------- | --------- | ----- |
| Cabral  |        | Pedro Alvares Cabral | J. and G. Rennie, Millwall, Londres | 1866      | 1882  |
| Colombo |        | Cristóvão Colombo    | J. and G. Rennie, Millwall, Londres | 1866      | 1875  |

## Serviço

### Guerra do Paraguai

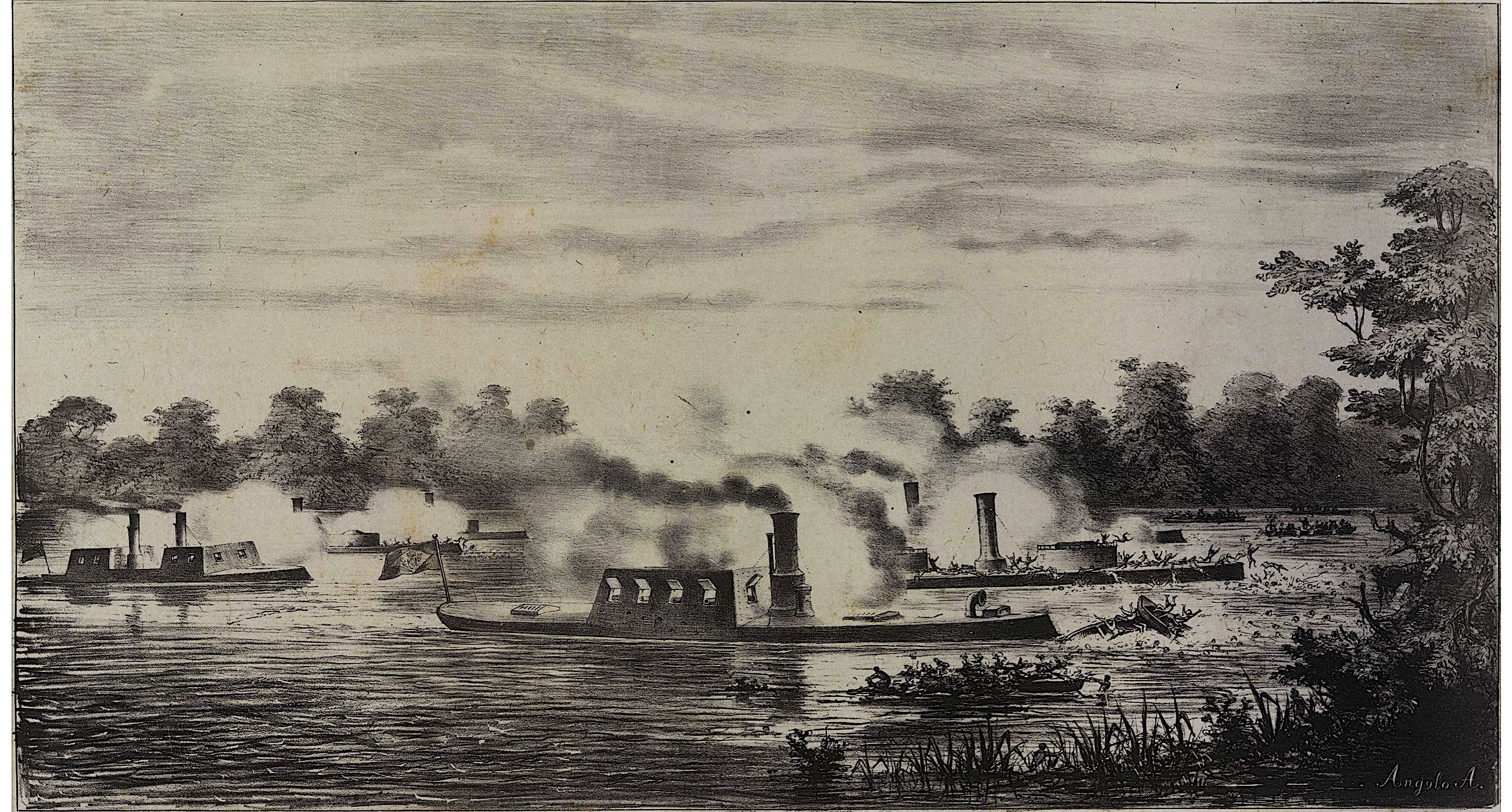
Episódio da madrugada de 2 de março de 1868: os encouraçados Silvado, Brasil, Mariz e Barros e Herval, metralhando os paraguaios que, protegidos pela noite, foram em canoas dar abordagem ao Cabral e ao Lima Barros (ilustração de Angelo Agostini, publicado em A Vida Fluminense, nº 13, 1868)

O primeiro encouraçado a chegar ao Brasil foi o Colombo, que atracou no Rio de Janeiro em 25 de julho de 1866. O Cabral fundeou em Recife no mês de agosto do mesmo ano. Ainda em 1866, em meio à Guerra do Paraguai, os navios foram enviados para o combate. O primeiro combate naval das embarcações ocorreu no dia 2 de fevereiro de 1867, quando bombardearam a Fortaleza de Curupaiti, às margens do rio Paraguai, em conjunto com outros navios da Armada Imperial: encouraçados Bahia, Barroso, Herval, Mariz e Barros, Silvado e Tamandaré, corvetas Parnaíba e Beberibe, bombardeira Forte de Coimbra e duas chatas artilhadas, frota sob a liderança do Vice-almirante Joaquim José Ignácio. Além disso, o forte seria transposto pela classe no dia 15 de agosto, em uma manobra que duraria duas horas para ser concluída, com ambas as embarcações rebocando uma chata cada.
Na madrugada do dia 2 de março de 1868, o Cabral e o monitor Lima Barros sofreram abordagem de cerca de 200 paraguaios embarcados em canoas, munidos de sabres, pistolas, machados, facões, granadas na mão e foguetes para lançarem dentro dos navios, ação que ficou conhecida como Abordagem aos couraçados Lima Barros e Cabral. A esquadra que atacou o Cabral era formada por oito canoas com doze paraguaios em cada uma delas, e apesar da determinação de sua tripulação em combatê-los, não foram capazes de impedi-los de perfurarem a couraça e iniciarem a abordagem. Porém, os paraguaios não tiveram êxito devido à rápida ação de outros couraçados que vieram em auxílio do Cabral e frustraram o assalto.
Em 10 de abril, o Cabral e outros navios da frota sob comando de Francisco Cordeiro Torres e Alvim, bombardearam a Fortaleza de Humaitá. Esta ação fazia parte dos preparativos do assalto que o exército imperial realizaria contra o forte, programado para o dia 16 de julho. Após o ataque, o Cabral foi um dos navios escolhidos pelo comando naval aliado para transpor a fortaleza. O Colombo, em conjunto com o Herval, Lima Barros e Mariz e Barros, atuaria como fogo de apoio. A transposição ocorreu em 21 de julho, sob a liderança do Cabral. Logo no início, a embarcação virou bruscamente e foi de encontro ao Lima Barros. Em seguida, já novamente em movimento, a embarcação desgovernou-se e, desta vez, abalroou o Silvado que vinha pela alheta de estibordo. Apesar destes incidentes, a transposição foi bem sucedida, com as três embarcações fundeando adiante do forte, na Ilha de Araçá.
Em 16 de agosto, o Cabral, Brasil e Tamandaré, esquadra sob comando do Visconde de Inhaúma, suspenderam de Humaitá e receberam ordens para forçarem a passagem da Fortaleza do Timbó. A transposição ocorreu com os encouraçados avançando atracados a três outros transportes a vapor. Após a passagem, a esquadra fundeou em frente à Vila do Pilar. O Colombo iniciou um agressivo reconhecimento das baterias protetoras da Fortaleza de Angostura, no dia 5 de outubro. No dia 28, o Cabral e dois outros navios bombardearam a fortaleza. O Colombo e outros três navios realizariam o mesmo bombardeio no dia 19 de novembro e, a 26, o Cabral, Brasil, Piauí e o vapor Triunfo forçarariam sua transposição.

### Últimos anos

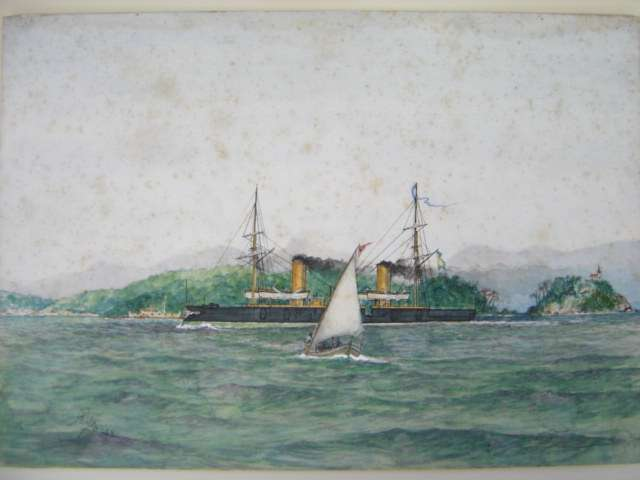
Ilustração do Cabral chegando ao Rio de Janeiro (Almirante Trajano Augusto de Carvalho, 1938)

Após a conquista de Assunção em 1 de janeiro de 1869, os já desgastados encouraçados de grande porte, como o Cabral e o Colombo, não tinham mais tanta utilidade no conflito, com os combates navais ocorrendo, a partir de então, em pequenos arroios muito estreitos, permanecendo em Assunção apenas o Tamandaré e os seis monitores encouraçados da classe Pará. Os outros foram chamados de volta para o Rio de Janeiro, onde passaram por grandes obras de reparo. Em 1870, o comando naval imperial começou a distribuir os encouraçados para os vários distritos navais de defesa de portos do Brasil. Nesse ano, em uma salva de tiros, um dos canhões do Colombo acabou por explodir e matou um imperial marinheiro e feriu outro.

No primeiro distrito, que ia do extremo sul do país até a divisa do Rio de Janeiro com Espírito Santo, foram alocados os encouraçados Brasil, Lima Barros, Silvado e Bahia. No segundo, que começava nos limites do primeiro até a cidade de Mossoró, Rio Grande do Norte, fundearam o Herval e Mariz de Barros. Por fim, em meados de 1873, o Colombo e seu navio-irmão Cabral, foram designados para o terceiro distrito, que ia de Mossoró até a Guiana Francesa. No dia 4 de fevereiro de 1875, a marinha deu baixa de serviço para o Colombo, com o casco sendo entregue para ser desmanchado em 26 de junho de 1880. O comando do segundo distrito naval comunicou no dia 9 de novembro de 1882 que no dia 8, o Cabral havia passado por mostra de desarmamento e seu casco entregue ao Arsenal da Bahia.